# Scleria robinsoniana
Scleria robinsoniana là loài thực vật có hoa trong họ Cói. Loài này được J.Raynal miêu tả khoa học đầu tiên năm 1967.